# Sieng Chanthea
Sieng Chanthea (en camboyano: សៀង ចន្ធា; Koh Kong, Camboya; 9 de septiembre de 2002) es un futbolista de Camboya que juega en las posiciones de delantero y extremo con el Svay Rieng FC desde el año 2025.

## Carrera

### Club
| Periodo   | Club                        |
| --------- | --------------------------- |
| 2020–2025 | Boeung Ket FC               |
| 2023–2024 | → Al-Shahaniya SC (cedido)  |
| 2025–     | Preah Khan Reach Svay Rieng |

### Selección nacional
Ha estado en el proceso de selecciones nacionales de Camboya desde la categoría sub-17 con las que llegó a jugar en dos ediciones de los Juegos del Sudeste Asiático y fue el goleador del AFF U-16 Youth Championship de 2017. El 10 de diciembre de 2019 Chanthea anotó el gol más rápido en la historia de los Juegos del Sudeste Asiático a los 18 segundos ante Birmania.
Debutó con Camboya en la victoria por 2–0 sobre Pakistán el 6 de junio de 2019 entrando de cambio al minuto 81, partido en el que anotó su primer gol internacional. El 27 de marzo de 2024 Chanthea se convirtió en el primer futbolista de Camboya en anotarle un gol a un rival del CONCACAF, ante Guyana por la FIFA Series 2024.

## Logros
- Goleador del AFF U-16 Youth Championship: 2017 (5 goles)